# Johann Ernst Eberlin
Johann Ernst Eberlin (Guinzburg, 27 de marzo de 1702-Salzburgo, 19 o 21 de junio de 1762) fue un compositor y organista alemán cuyas obras unen de la era barroca y la clásica. Fue un compositor prolífico, principalmente para órgano y para música coral. Marpurg afirma que él escribió tanto y tan rápidamente como Alessandro Scarlatti y Georg Philipp Telemann, una afirmación repetida también por Leopold Mozart.

## Biografía
Eberlin nació en la aldea de Jettingen, cerca de Burgau, en el distrito de Günzburg (Baviera). Su primera formación musical comenzó en 1712 en el Gimnasio Jesuita de San Salvador, en la cercana ciudad de Augsburgo. Sus maestros allí fueron Georg Egger y Baltasar Siberer, quien le enseñó a tocar el órgano. Comenzó sus estudios universitarios en 1721 en la Universidad Benedictina en Salzburgo, donde estudió derecho, pero en 1723 abandonó la universidad.
Su primer éxito fue en 1727 cuando se convirtió en el organista del conde Leopold von Firmian (entonces arzobispo de Salzburgo). Llegó a la cima de su carrera cuando fue organista del arzobispo Andreas Jakob von Dietrichstein. En 1749 ocupó los cargos de Hof- und Domkapellmeister (maestro de capilla de la corte y de la catedral) al mismo tiempo, un logro que sus sucesores Michael Haydn, Leopold Mozart, y el propio Wolfgang Amadeus Mozart no pudieron emular.
El padre de Mozart, Leopold, tenía una gran opinión acerca de Eberlin, por lo que envió al joven Mozart algunas de las obras más conocidas de Eberlin, las piezas para teclado, pero el joven Mozart más tarde se cansó de ellas, y en una carta del 20 de abril de 1782 escribió a su padre que las obras de Eberlin eran «demasiado triviales como para merecer un lugar al lado de Handel y Bach».
Eberlin fue muy respetado mientras vivió, compuso laboriosamente y tocó conciertos en las iglesias. Sin embargo después de su muerte sus estrictas piezas corales en stile antico perdieron popularidad, y solo se recordaron sus obras para teclado.
Entre sus contemporáneos se encuentra su discípulo Anton Cajetan Adlgasser (1729-1777).

## Obras, ediciones, grabaciones
- Toccaten und Fugen
- Messen
- Kantaten
- Requiem
- Psalmen
- Oratorien
- Schulspiele
- Opern

### Ediciones
- Johann Ernst Eberlin: Te Deum, Dixit Dominus, and Magnificat Reinhard G. Pauly, 1971.

### Grabaciones
- Sacred choral music, interpretada por el coro Rodolfus Choir, dirigido por Christopher Whitton. ASV 2000.
- The 9 toccatas & fugues, interpretadas por David Titterington. ASV 1998.